# Emiliano Brembilla

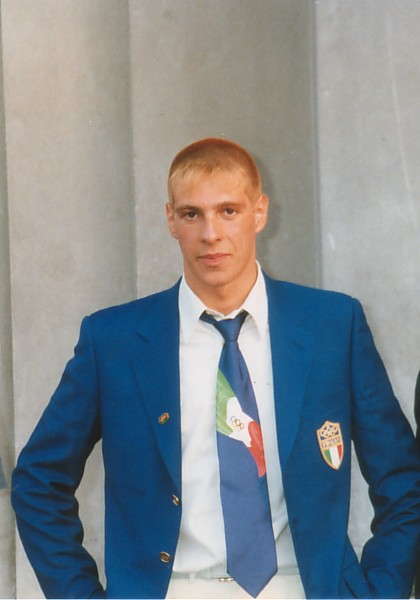
Emiliano Brembilla

Emiliano Brembilla (Ponte San Pietro, 21 december 1978) is een Italiaans topzwemmer, gespecialiseerd op de midden- en lange afstanden vrije slag.
Op zijn favoriete afstand, de 400 meter vrij, is Brembilla meervoudig Europees kampioen. Daarnaast is hij een vaste waarde in de Italiaanse estefetteploeg op de 4x200 meter vrije slag, waarmee hij in 2004 de bronzen medaille won bij de Olympische Spelen in Athene.

## Resultaten
- Olympische Spelen: 
  - Athene (2004): Brons op de 4 x 200 meter vrije slag estafette.
- Wereldkampioenschappen
  - 1998: Zilver op de 1500 meter vrij.
  - 2001: Zilver op de 4 x 200 meter vrije slag estafette, en brons op de 400 meter vrij.
- Europese kampioenschappen
  - 1997: Goud op de 400 en 1500 meter vrij.
  - 1999: Zilver op de 400 meter vrij.
  - 2000: Goud op de 400 en 4x200 meter vrij, zilver op de 1500 meter vrij.
  - 2002: Goud op de 400 en 4x200 meter vrij, zilver op de 400 meter vrij.
  - 2004: Goud op de 400 en 4x200 meter vrij.